# جبهة داخلية

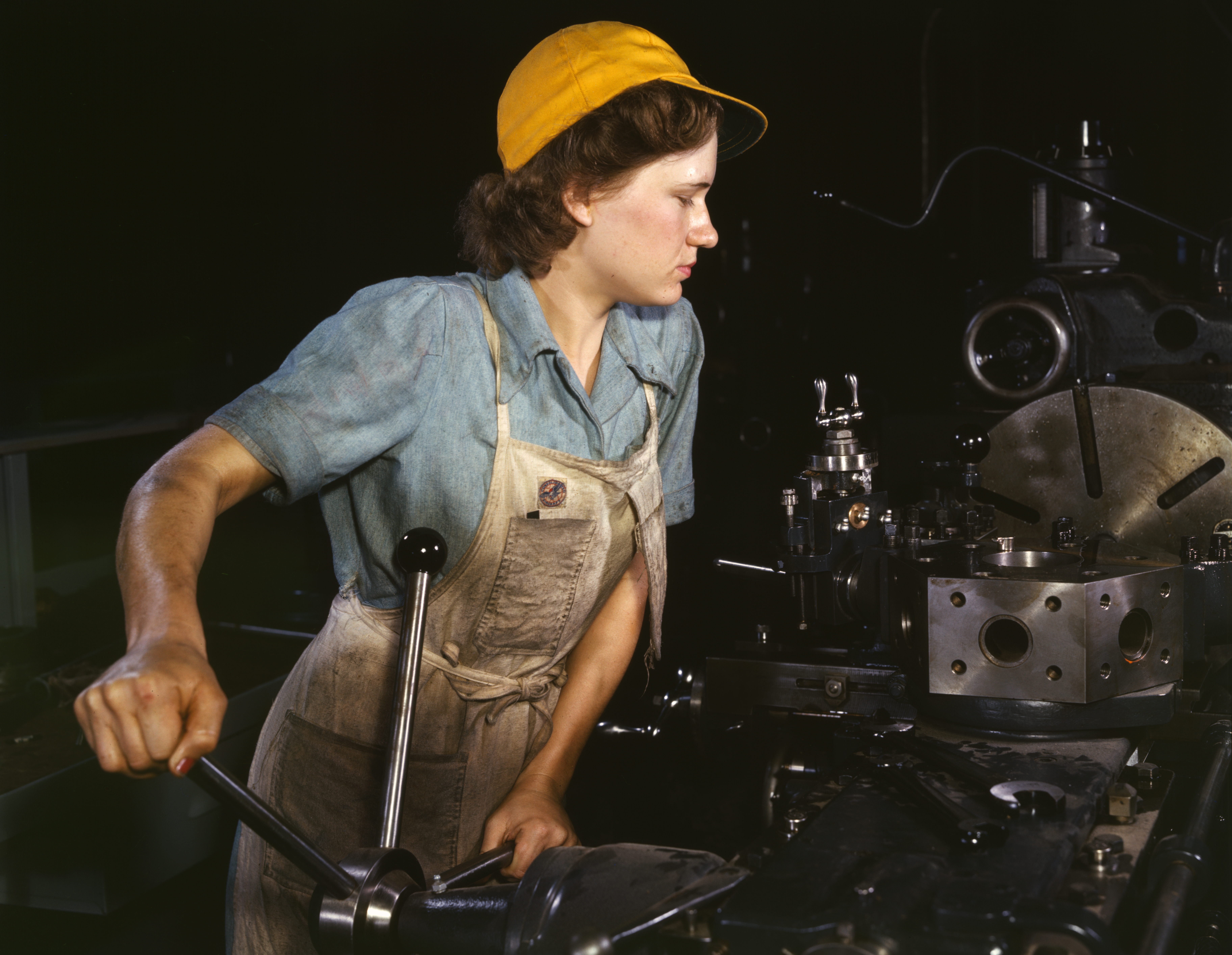
امرأة تعمل في مصنع في تكساس بالولايات المتحدة خلال الحرب العالمية الثانية

جبهة داخلية مصطلح يشير إلى القوة المدنية الشعبية للدولة أثناء حالة الحرب إذ تمثل النشاطات داعمة للمجهود الحربي عاملا مساعدا لتحقيق النصر في جبهات القتال، وقد حققت الجبهة الداخلية في الحرب العالمية الثانية عاملا موثرا في انتصار الحلفاء أمام دول المحور بعد أن تمكنوا من حشد القوة المدنية لدعم المجهور الحربي، لاسيما السوفيت الذين تمكنوا من بناء 57,000 دبابة تي-34 خلال سنوات الحرب.